# Epimecis confertistriga
Epimecis confertistriga är en fjärilsart som beskrevs av Max Joseph Bastelberger 1907. Epimecis confertistriga ingår i släktet Epimecis och familjen mätare. Inga underarter finns listade i Catalogue of Life.